# Fritz Saxl
Fritz Saxl (Viena, 8 de enero de 1890-Dulwich, Surrey, 22 de marzo de 1948) fue un historiador del arte vienés y una figura capital en la puesta en marcha del Instituto Warburg de Londres.

## Trayectoria
Su padre, persona prominente en Viena, se había alejado del judaísmo severo de sus progenitores, por lo que educó a sus hijos en un mundo laico. Así, tras estudiar en un instituto hasta 1908, Fritz Saxl se preparó para ser el importante historiador del arte austriaco que luego sería. Se formó en historia y arqueología con M. Dvorák, Julius von Schlosser y Heinrich Wölfflin en su ciudad natal. Concluyó la carrera con un trabajo sobre Rembrandt en 1912. Entre 1912 y 1913 estuvo en Roma, y a su regreso se casó. Se trasladó, en 1913, a Hamburgo, donde fue colaborador de Aby Warburg, el gran crítico de arte y recopilador de una gigantesca biblioteca. 
Fritz Saxl fue decisivo en la organización, orientación y supervivencia material del Instituto Warburg, que se constituyó en 1921 formalmente en Hamburgo. Mantuvo esa importante institución, ya durante la crisis mental de su fundador, Aby Warburg. De hecho le sucedió como director, y se mantuvo al frente de ella veinte años, los más conflictivos, fructíferos y apasionantes de su historia. 
Asimismo Saxl fue capital a la hora de trasladar Instituto Warburg, con sus miles de volúmenes, a Londres, tras la toma de poder de los nazis. Intentó primero llevarla a Holanda; pero finalmente conectó con Samuel Courtald (1876-1947), benefactor principal del Instituto que lleva su nombre, y logró que lo asociase en 1933. Así que fue el verdadero artífice de la transformación de esa biblioteca y centro documental en uno de los centros de estudios artísticos más importantes del mundo.  
Se dice que sus esfuerzos por mantener en primera línea, como así ha sido, ese Instituto fue una carga a la hora de sus trabajos universitarios, lo que no impide que fuese un conferenciante y publicista de prestigio, así como un gran investigador. Su obra tiene un valor extraordinario, y puede figurar con Erwin Panofsky, Rudolf Wittkower, Raymond Klibansky, Edgar Wind o Ernst Gombrich. Su importante y extensa recopilación, La vida de las imágenes, conferencias entre 1933 y 1948, fue publicada por iniciativa de Rudolf Wittkower, Frances Yates, Oskar Kurz y Gertrude Bing.
Fritz Saxl colaboró con Erwin Panofsky en la célebre Saturno y la melancolía y en Mitología clásica en el arte medieval. Elaboró, por su parte, un magnífico Catálogo de manuscritos miniados astrológicos y mitológicos medievales. Su La vida de las imágenes es de referencia en la historia del arte del siglo XX: recoge una serie de conferencias que resultan ser el medio más apropiado para valorar su decisiva aportación a esa disciplina, y son además un instrumento imprescindible para la comprensión del método iconográfico, iniciado por su maestro y amigo Aby Warburg.

## Enlaces
- Dictionary of Art Historians: "Saxl, Fritz"

- Datos: Q78900